# Џемини 8
Џемини 8 (Џемини VIII) је био шести свемирски лет са људском посадом Насиног Џемини програма. Мисија је спровела прво пристајање две свемирске летелице у орбити, али је претрпела први критичку грешку система у свемиру једног америчког свемирског брода, који је угрозио животе астронаута и захтевао прекид мисије. Посада је сигурно враћена на Земљу. Једини други пут када се догодила слична грешка, је било на лету Апола 13.
То је био дванаести амерички свемирски лет са људском посадом и двадесет други у свету. Нил Армстронг и Дејвид Скот су чинили посаду.

## Посада
| Позиција       | Астронаут     |
| -------------- | ------------- |
| Командни пилот | Нил Армстронг |
| Пилот          | Дејвид Скот   |

Резервна посада
| Позиција       | Астронаут               |
| -------------- | ----------------------- |
| Командни пилот | Пит Конрад              |
| Пилот          | Ричард Ф. Гордон Јуниор |